# Сейлем (тауншип, округ Олмстед, Миннесота)
Сейлем (англ. Salem) — тауншип в округе Олмстед, Миннесота, США. На 2000 год его население составило 1061 человек.

## География
По данным Бюро переписи населения США площадь тауншипа составляет 92,5 км², из которых 92,5 км² занимает суша, водоёмов нет.

## Демография
По данным переписи населения 2000 года здесь находились 1061 человек, 399 домохозяйств и 308 семей.  Плотность населения —  11,5 чел./км².  На территории тауншипа расположено 409 построек со средней плотностью 4,4 построек на один квадратный километр. Расовый состав населения: 98,87 % белых, 0,28 % азиатов, 0,19 % — других рас США и 0,66 % приходится на две или более других рас. Испанцы или латиноамериканцы любой расы составляли 0,19 % от популяции тауншипа.
Из 399 домохозяйств в 31,8 % воспитывались дети до 18 лет, в 68,7 % проживали супружеские пары, в 4,3 % проживали незамужние женщины и в 22,6 % домохозяйств проживали несемейные люди. 16,3 % домохозяйств состояли из одного человека, при том 5,0 % из — одиноких пожилых людей старше 65 лет. Средний размер домохозяйства — 2,66, а семьи — 2,99 человека.
25,8 % населения — младше 18 лет, 7,9 % — в возрасте от 18 до 24 лет, 26,2 % — от 25 до 44, 29,5 % — от 45 до 64, и 10,6 % — старше 65 лет. Средний возраст — 40 лет. На каждые 100 женщин приходилось 103,6 мужчин.  На каждые 100 женщин старше 18 приходилось 102,3 мужчин.
Средний годовой доход домохозяйства составлял 54 107 долларов, а средний годовой доход семьи —  61 875 долларов. Средний доход мужчин —  37 917  долларов, в то время как у женщин — 29 135. Доход на душу населения составил 28 340 долларов. За чертой бедности находились 2,3 % семей и 2,7 % всего населения тауншипа, из которых 2,0 % младше 18 и 4,5 % старше 65 лет.